# Maria de suffragiis
La lex Maria de suffragiis o lex Maria de ambitu va ser una antiga llei romana establerta a proposta del tribú de la plebs Gai Mari l'any 119 aC, que ordenava construir menys amples els ponts pels que es passava quan s'anava a votar als comicis. Anteriorment eren els ponts prou amples per a permetre que algú estigués assegut a l'entrada per persuadir als votants en un sentit o un altre (que en realitat constituïa un suborn, llatí ambitus).